# SEAT Ibiza IV
El SEAT Ibiza es un automóvil de turismo del segmento B producido por el fabricante de automóviles español  SEAT, en producción desde el año 2008 hasta 2017.
La cuarta generación del Ibiza (código 6J) se presentó como prototipo en el Salón del Automóvil de Ginebra de 2007 con el nombre Ibiza Bocanegra Concept. El nuevo modelo llevó a la producción los rasgos de estilo del prototipo SEAT Tribu, diseñado también por el belga Luc Donckerwolke con un distintivo 'diseño de flecha', separándose del diseño básico que el Ibiza había tenido desde su lanzamiento en 1984, estrenando además una nueva plataforma del Grupo Volkswagen, la PQ25, que utilizaron también el Polo V, el Fabia III y el Audi A1 en el segmento B.
Cuenta con 3 carrocerías diferentes: la versión tres puertas con la denominación SC (Sport Coupé) (código 6J1), la versión familiar denominada ST (código 6J8), y la ya clásica versión de 5 puertas hatchback (código 6J5).

## Acabados
En un principio contó con 4 acabados que son: Reference, Style, FR y Cupra. A partir de 2015 se incorporan los Reference Plus, Style Connect, Style Connect Blue y FR Crono.
- Reference

Llanta de acero 15" de modelo Mamba, espejo exterior conductor convexo, espejos exteriores ajustables manualmente en negro, barras en techo color negro (solo para Ibiza ST), cierre centralizado con llave, volante ajustable en altura y profundidad en PUR, aire acondicionado manual, recirculación de aire, filtro de polen (excepto en motor 1.2 60 CV), apoyacabezas anteriores y 2 posteriores regulables en altura, asiento del conductor regulable en altura, asiento trasero plegable sin división, portavasos (2 frontales y 1 trasero), radio, reproductor de CDs y MP3, conexión AUX-in, mandos radio en columna de dirección, 4 altavoces (excepto en motor 60 CV), toma 12V en consola central, apertura eléctrica de maletero, elevalunas delanteros eléctricos, kit reparación de pinchazos, manecillas puertas negras, luz interior de cortesía con retardo, luneta posterior térmica, airbag frontal conductor y pasajero, airbag de cabeza y tórax, sistema electrónico de estabilidad ESC, incluye EBA y ABS, iSOFiX, preparación Top Tether en las dos plazas laterales traseras, cinturones anteriores pirotécnicos eléctricos, limitador de carga, desconexión del airbag del pasajero, dirección asistida electrohidráulica, inmovilizador con criptocódigo, sistema dual de asistencia en frenada, suspensión confort y testigo acústico y luminoso de cinturón desabrochado.
En 2015 pasa a llamarse  Reference Plus.
- Style

Además del acabado del Reference: llantas de aleación de 15" modelo Marsala, espejos exteriores eléctricos y calefactados, con posición aparcamiento y de color carrocería, faros delanteros dobles y cromados, faros delanteros antiniebla con función cornering, barras en techo cromadas (solo para Ibiza ST), ordenador de a bordo, climatizador y recirculación de aire, filtro de polen, volante ajustable en altura y profundidad en cuero, asiento trasero plegable con división, portavasos (2 frontales y 1 trasero), control de crucero, cierre centralizado con mando a distancia, y manecillas de las puertas del color de la carrocería.
En 2015 se le incluye la personalización de colores beige o morado para los retrovisores, marco de la parrilla y llantas, combinando también en el interior estos colores en los difusores de aire. También en 2015 aparecen el Style Connect y el Style Connect Blue, este último con una personalización en azul.
- FR

Además del acabado del Style: llanta de aleación de 16" modelo Cartago, asistente de arranque en pendiente, XDS (en TDI 143 CV y TSI 150 CV), sensor de presión de neumáticos, suspensión FR, cristales oscurecidos, faros traseros con LED's, parachoques FR, salida de escape de doble vista (en TDI 143 CV y TSI 150 CV), asientos del conductor y del pasajero regulables en altura
(SC con Easy Entry), asientos deportivos FR, elevalunas delanteros y traseros eléctricos (excepto SC), volante ajustable en altura y profundidad en cuero FR, función de luces coming home y rueda de repuesto (en TDI 143 CV y TSI 150 CV).
En 2015 se le añade la personalización con el color rojo de los retrovisores, marco de la parrilla y llantas, combinando con interior los cinturones de seguridad y difusores de aire entre otros pequeños detalles. También le acompaña un nuevo acabado denominado  FR Crono.
- Cupra

Además del acabado del FR: cristales oscuros, sensor de presión de los neumáticos, función de
ayuda al arranque en pendiente, pedales de gas y freno recubiertos de aluminio, llantas de aleación de 17" modelo Barcino, parachoques específicos del modelo Cupra con el color de la carrocería, logotipo de Cupra en parte frontal y trasera, salida del tubo de escape centralizada
en forma de trapecio, espejos eléctricos y calefactados en color negro y con posición párking, suspensión del modelo Cupra, faros bixenón con AFS y LED's delanteros y traseros, asientos Cupra, airbag lateral de cortina y SEAT Portable System.
- SC Comercial

A finales del mes de enero de 2011 se presentó la nueva generación comercial del Ibiza, con el acabado Reference; el espacio de carga ha aumentado hasta los 930 litros y equipado con la motorización 1.2 TDI de 75 CV.

### Prototipos
- FR Dashboard (2012)

Se presentó en el evento GTI de Treffen en Wörthersee (Austria). Pintado en blanco Nevada, lleva llantas de 17 pulgadas en negro y plateado pulido, espejos exteriores y pinzas de freno pintadas en rojo, y un alerón trasero ampliado, que junto a múltiples detalles en rojo dominan el interior.
- Cupster Concept (2014)

Para celebrar el 30 aniversario se presentó en Wörthersee un diseño creado sobre la plataforma del Ibiza Cupra. Descapotable, en un color anaranjado, y con una línea roadster de 2 plazas muy similar a la línea que tenía el SEAT Tango.

## Rediseño
En 2012 (2013 para México), el SEAT Ibiza fue reestilizado (código 6P); los cambios fueron principalmente en los grupos ópticos delanteros, siendo añadida una calandra de menores dimensiones. Además, incluyó un nuevo sistema multimedia denominado SEAT Portable System. Esta nueva versión del Ibiza llegó a los concesionarios en la primavera de 2012 con precios que partían de los 12.000 euros.
En el Salón del Automóvil de Barcelona, en el año 2015, se presenta una pequeña actualización donde se renueva con nuevas llantas y la opción de personalización en algunos detalles. El interior se renueva con una nueva pantalla multifunción para GPS, control de la temperatura regulado por el climatizador y con la aparición de un nuevo acabado denominado Connect, fruto del acuerdo con Samsung, que da mejoras de conectividad entre el dispositivo móvil y el vehículo. Además, se incluyen nuevas motorizaciones por la normativa Euro 6.
|                              |
| Restyling del SEAT Ibiza IV. |

|                                 |
| Restyling del SEAT Ibiza IV SC. |

|                                               |
| Restyling de la trasera del SEAT Ibiza IV SC. |

|                                   |
| Restyling del SEAT Ibiza IV Cupra |

|                                |
| Restyling del SEAT Ibiza IV ST |

|                                      |
| Interior del SEAT Ibiza IV Restyling |

## Seguridad

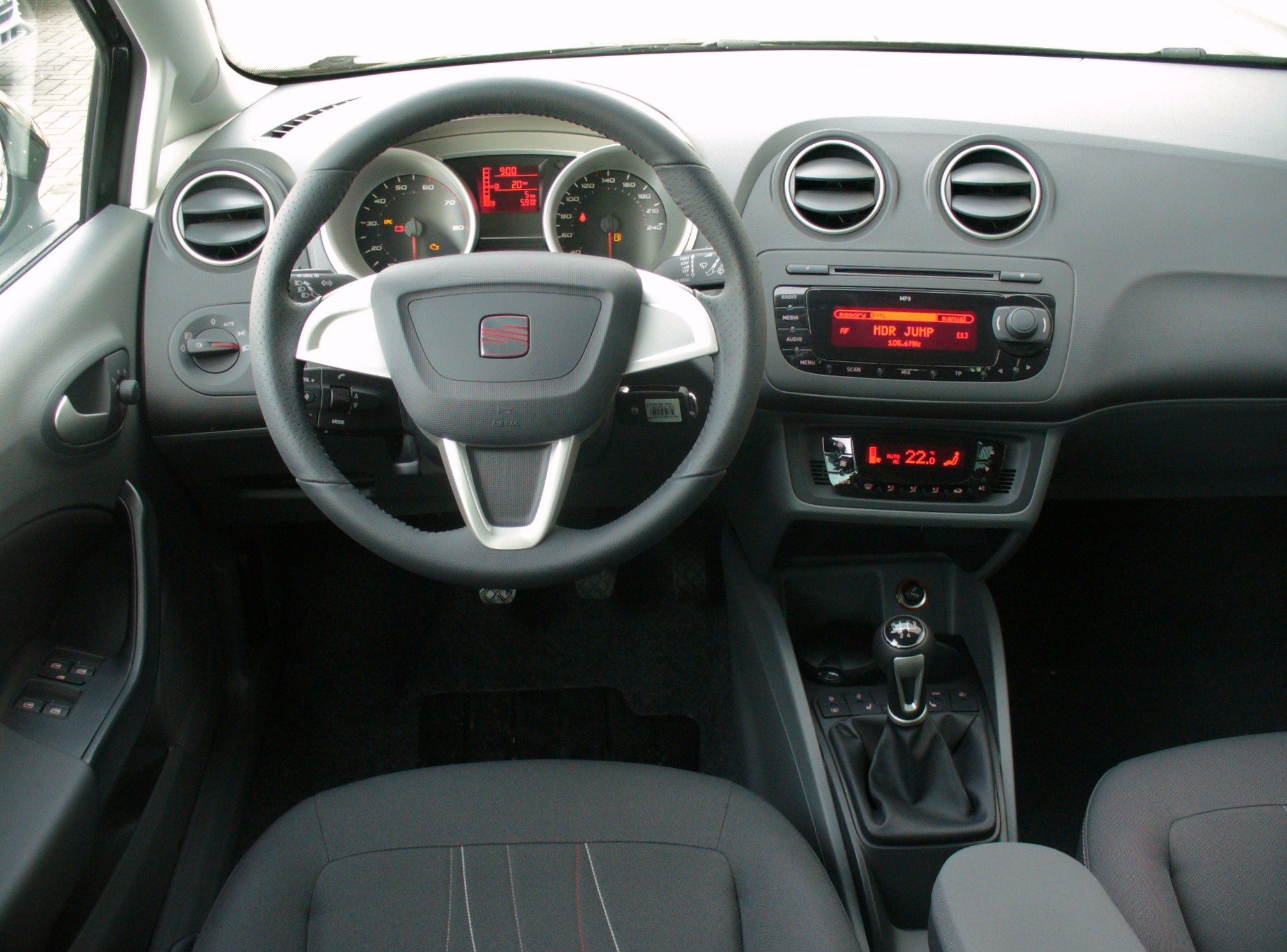
Interior.

En 2008, el SEAT Ibiza IV realizó las pruebas de choque de la EuroNCAP y consiguió una calificación de 5 estrellas:
| Ocupantes adultos:         | 82%  |
| Ocupantes infantiles:      | 77%  |
| Peatones:                  | 59 % |
| Asistencia a la seguridad: | 71%  |

## Motorizaciones
En su lanzamiento, los motores gasolina del Ibiza fueron un tres cilindros en línea de 1.2 litros y 69 CV, un cuatro cilindros en línea de 1.4 litros y 85 CV y un cuatro cilindros en línea de 1.6 litros y 105 CV, todos ellos atmosféricos y con inyección indirecta y cuatro válvulas por cilindro.
Los diésel fueron un tres cilindros en línea de 1.4 litros y 80 CV y un cuatro cilindros de 1.9 litros y 90 o 105 CV, en todos los casos con turbocompresor e inyección directa con alimentación por inyector - bomba. A partir de 2009 el 1.9 TDI de 90 y 105 CV se sustituye por el 1.6 TDI (CR) de las mismas potencias pero con la utilización del common-rail.
Las motorizaciones TDI 1.6 entre 2009 y 2015 con código EA189 en la normativa Euro 5 se vieron afectadas por el Dieselgate.
- En 2010 empieza la comercialización del Ibiza FR,[19][20] que equipa el motor 1.4 TSI (compresor mecánico y turbocompresor) de 150 CV y un 2.0 TDI CR de 145 CV.[21] Las transmisiones disponibles son dos: para el diésel, manual de 6 velocidades y para el de gasolina, la DSG de 7 velocidades.

- A partir del año 2011, el motor 1.6 16v de 105 CV fue sustituido por un 1.2 TSI de la misma potencia, y se esperaba que en un futuro no muy lejano el 1.4 de 85 CV corriera la misma suerte pero con una potencia de 85 CV. Una versión con motor 2.0 y 115 CV está disponible de manera exclusiva para el mercado mexicano.

- En 2009 empezó la comercialización del Ibiza Cupra,[22] únicamente disponible en carrocería Sport Coupé, que equipa el motor 1.4 TSI (compresor mecánico y turbocompresor) de 180 CV y 240 Nm de par motor. La única transmisión prevista es una DSG de 7 velocidades.

- En 2010 se empezó a comercializar el SEAT Ibiza ST (Sport Tourer),[23] con carrocería familiar, con casi 200 mm más largo, basado en el IBZ Concept

- En 2012 el SEAT Ibiza fue reestilizado, principalmente en los grupos ópticos delanteros, siendo añadida una calandra de menores dimensiones.[15] Además, incluyó un nuevo sistema multimedia denominado Portable Media System. Esta nueva versión llegó a los concesionarios en la primavera de 2012, con precios que partían desde los 12.000 euros.

- En 2013 se ofertó una nueva motorización con GLP; era el 1.6 con 82 CV.

### Ediciones especiales

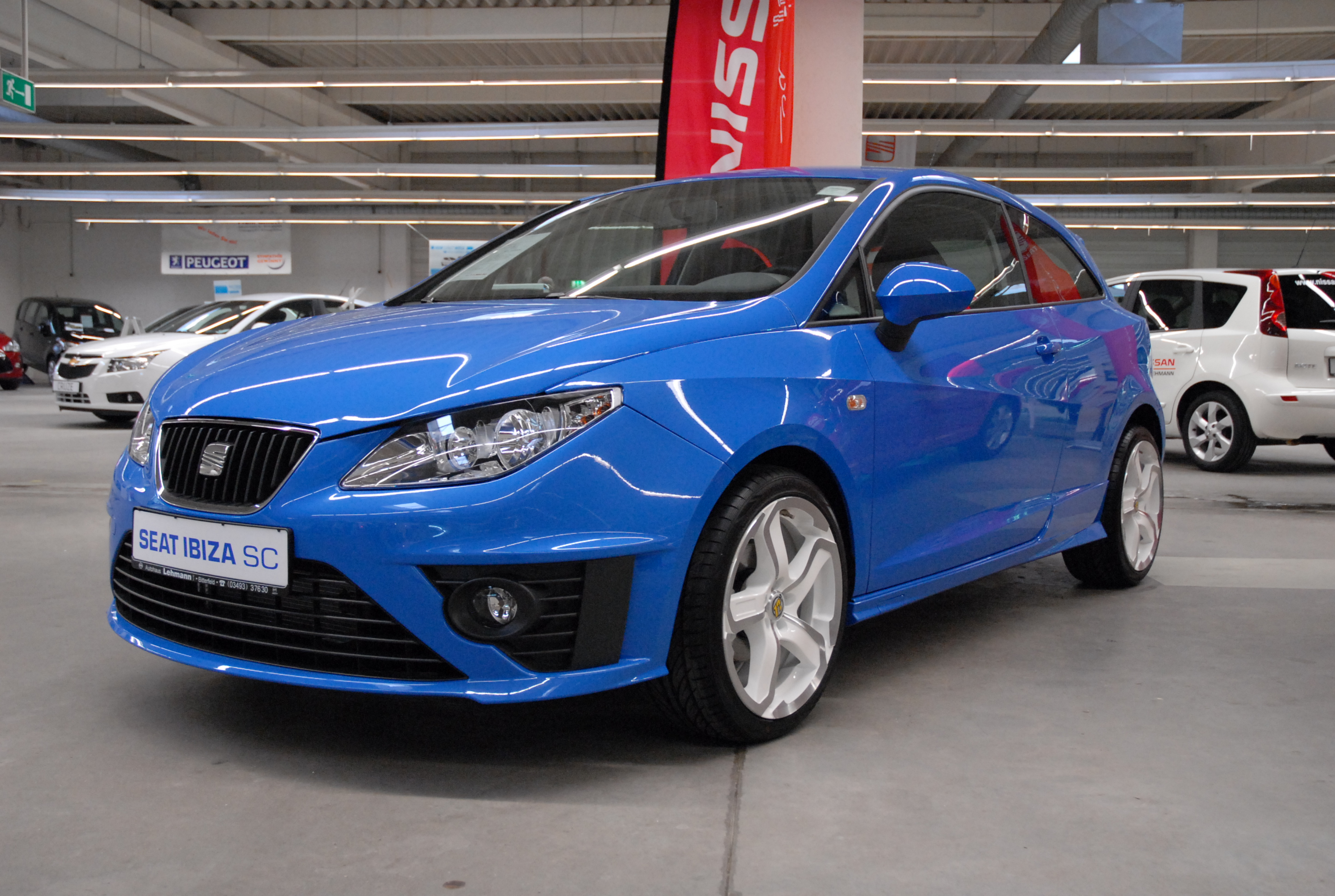
Kit aerodinámico.

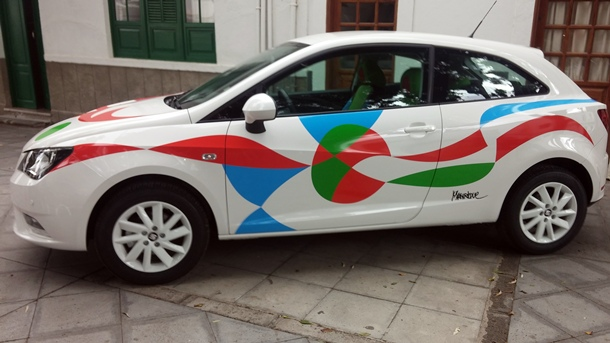
SEAT Ibiza Manrique.

## Competición

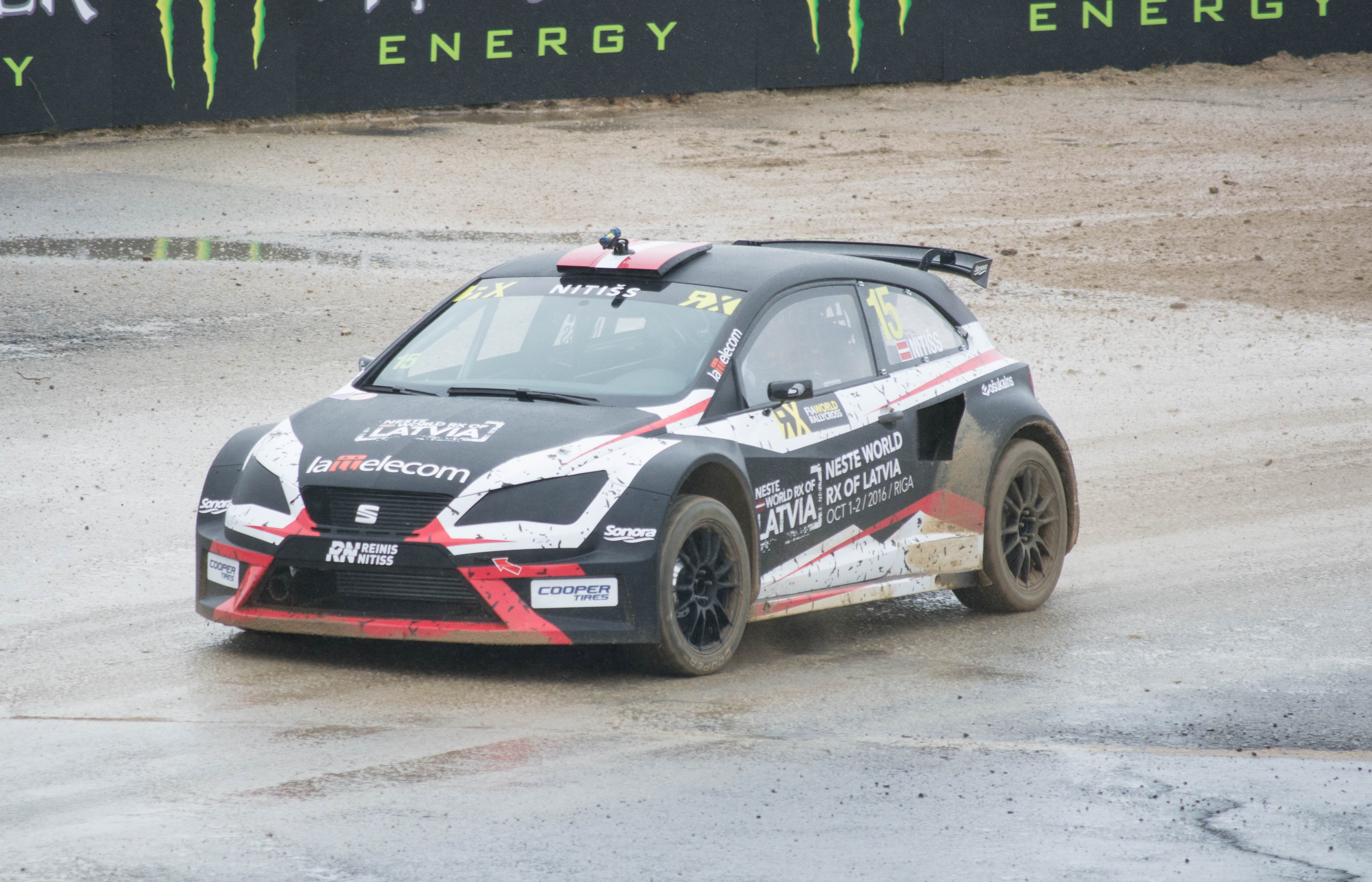
El SEAT Ibiza 6J de Reinis Nitišs en 2016.

- SC Trophy : está basado en el Ibiza Cupra; es de color blanco, con cuadros rojos y ha sido desarrollado por SEAT Sport, el departamento de competición de la marca española, para participar en el campeonato monomarca de este modelo. El paquete aerodinámico aumenta considerablemente la anchura del Ibiza Trophy, que también lleva sistema de frenado y una suspensión deportiva. Con la llegada del restyling en 2012 se presentó un nuevo modelo también basado en el CUPRA, esta vez con una carrocería en color gris mate que contrasta con el color naranja fluorescente de las llantas, los retrovisores y la jaula de seguridad. Su corazón es un motor 1.4 TSI de inyección directa de gasolina y doble sobrealimentación mediante un turbo y un compresor volumétrico. Su potencia es de 180 CV, siendo una de las principales novedades del Ibiza Trophy la adaptación por primera vez en competición del cambio DSG de siete relaciones. Para la temporada 2013, SEAT hace una revisión del modelo y lo equipó con un 1.4 turboalimentado que esta vez presenta 200 CV.

## Galería
|                             |
| Ibiza IV antes del rediseño |

|               |
| Vista trasera |

|                                   |
| Ibiza SC con las puertas abiertas |

|                                            |
| Vista trasera del Ibiza ST (Sport Tourer). |

|                  |
| Ibiza Cupra 2009 |

|           |
| Motor 1.4 |

|                               |
| Medalla centrada del Ibiza IV |

|                            |
| Ibiza SC 2013 (rediseñado) |

|                             |
| Ibiza FR 1.2 TSI (rediseño) |

|               |
| Parte trasera |